# Elisabeth von Oppeln
Elisabeth von Oppeln (* 1360; † 1374) war die erste Frau des Markgrafen Jobst von Mähren.  
Elisabeth wurde als Tochter des Oppelner Herzogs Wladislaus II. und dessen erster Frau Elisabeth von Siebenbürgen geboren. 1372 wurde die damals Zwölfjährige mit Jobst von Mähren vermählt, starb jedoch schon zwei Jahre später. Noch im selben Jahr heiratete Jobst Agnes von Oppeln, die eine Tante Elisabeths war.